# Habsburg–Toscanai Lajos Szalvátor főherceg
Habsburg–Toscanai Lajos Szalvátor főherceg (németül: Erzherzog Ludwig Salvator von Österreich–Toskana, olaszul: Arciduca Luigi Salvatore Asburgo-Lorena); (Firenze, 1847. augusztus 4. – Brandeis (ma: Brandýs nad Labem-Stará Boleslav), Csehország, 1915. október 12.), a Habsburg–Lotaringiai-ház toszkánai ágából való osztrák főherceg, hajóskapitány, világutazó, természetbúvár, a Földközi-tenger térségének jeles tenger- és néprajzkutatója, jó tollú útirajz-író.

## Élete

### Származása, testvérei

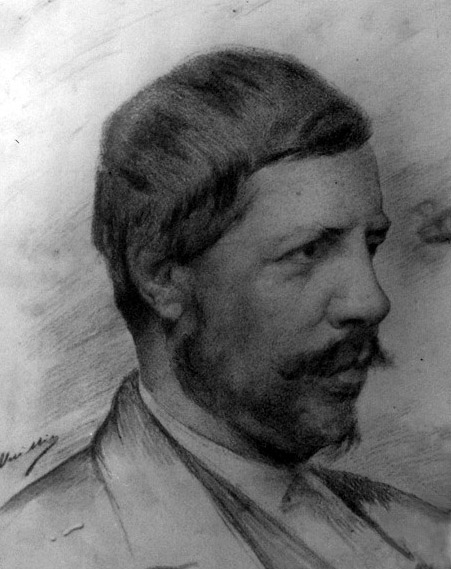
Lajos Szalvátor főherceg

Ferdinánd Szalvátor főherceg 1847. augusztus 4-én született Firenzében, a Toszkánai Nagyhercegség fővárosában, a Poggio Imperiale kastélyban.
Édesapja a Habsburg–Lotaringiai-ház toszkánai ágából származó II. Lipót toszkánai nagyherceg (1797–1870) volt, III. Ferdinánd toszkánai nagyhercegnek (1769–1824) és első feleségének, a nápolyi Bourbon-házból való Lujza Mária Amália nápoly–szicíliai királyi hercegnőnek (1773–1802) fia.
Édesanyja Lipót második felesége, a nápolyi Bourbon (Borbone) házból való Mária Antónia nápoly–szicíliai királyi hercegnő (1814–1898) volt, I. Ferenc (Francisco Gennaro) nápoly–szicíliai király (1777–1830) és Mária Izabella spanyol infánsnő (1789–1848) leánya.
Apjának első házasságából, amelyet 1817-ben Mária Anna Karolina szász királyi hercegnővel (1799–1832), Miksa szász herceg (1759–1838) leányával kötött, három gyermek született, Lajos Szalvátor féltestvérei:
- Mária Karolina főhercegnő (1822–1841), fiatalon meghalt.
- Auguszta Ferdinanda (Auguste Ferdinande) főhercegnő (1825–1864), aki Luitpold herceghez (1821–1912), Bajorország későbbi régenséhez ment feleségül. Fia, Lipót Miksa herceg (1846–1930) később Gizella főhercegnőt, Ferenc József császár legidősebb leányát vette feleségül.
- Maximiliána főhercegnő (1827–1834), gyermekként meghalt.

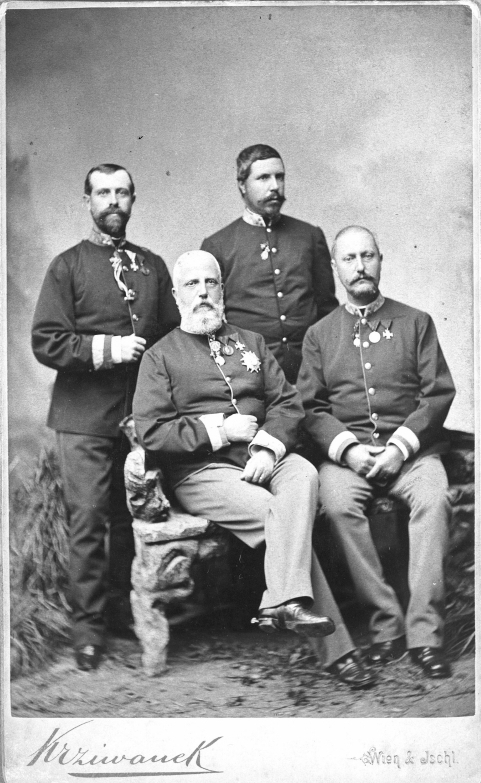
II. Lipót fiai: Állnak B>J: János Szalvátor, Lajos Szalvátor, ülnek B>J: Ferdinánd Szalvátor és Károly Szalvátor.

Első feleségének halála után II. Lipót herceg 1833. június 7-én feleségül vette Mária Antónia nápoly–szicíliai királyi hercegnőt (1814–1898), I. Ferenc nápoly–szicíliai király és Mária Izabella spanyol infánsnő leányát. A második házasságból tíz gyermek született:
1. Mária Izabella főhercegnő (1834–1901), aki a Bourbon-házból való Francesco di Paola-hoz, Trapani grófjához, I. Ferenc nápoly–szicíliai király fiához ment férjhez.
2. Ferdinánd Szalvátor Mária József főherceg (1835–1908), a trónörökös, IV. Ferdinánd néven címzetes toszkánai nagyherceg.
3. Mária Terézia főhercegnő (1836–1838) kisgyermekként meghalt.
4. Mária Krisztina (1838–1849) gyermekként meghalt.
5. Károly Szalvátor főherceg (1839–1892), aki Mária Immakuláta Klementina nápoly–szicíliai királyi hercegnőt (1844–1899) vette feleségül.
6. Mária Anna főhercegnő (1840–1841) kisgyermekként meghalt.
7. Rainer főherceg (1842–1844) kisgyermekként meghalt.
8. Mária Lujza főhercegnő (1845–1917), aki 1865-ben V. Károly isenburg–büdingeni herceghez (1838–1899) ment feleségül.
9. Lajos (Ludwig) Szalvátor főherceg (1847–1915), neves utazó és tengerkutató.
10. János Szalvátor főherceg (* 1852; későbbi polgári nevén Johann Orth hajóskapitány. Eltűnt a tengeren 1890-ben, holttá nyilvánították 1911-ben).

### Ifjúkora
Lajos Szalvátor főherceget a Habsburg–Lotaringiai-ház toszkánai mellékágának sarjaként, fivéreihez hasonlóan liberális szellemben nevelték. A firenzei nagyhercegi család nem tulajdonított akkora súlyt az udvari etikettnek, mint a konzervatív bécsi Habsburgok. Az ifjú Lajos Szalvátor szívesen tanulmányozta a természetet, nyelveket tanult, és házi kedvencével, egy Gorilla nevű csimpánzzal foglalkozott.
1859-ben a risorgimento fejleményei és a szárd–francia–osztrák háborúban elszenvedett osztrák vereségek (solferinói csata, magentai csata) nyomán a Habsburg helytartó népszerűtlenné vált, és a családnak el kellett menekülnie Firenzéből. A Toszkánai Nagyhercegséget 1860-ban a Szárd–Piemonti Királyság annektálta. A 13 éves Lajos Szalvátor főherceg szüleivel Csehországba, a Prága melletti Brandeis (Brandýs) kastélyába (ma: Brandýs nad Labem–Stará Boleslav) költöztek. Hamarosan felismerte, hogy sem az állami főtisztviselői, sem a katonatiszti karrier nem elégítené ki, inkább felfedező utakra akart indulni. Az első hajóutak felébresztették benne a Mediterráneum iránti érdeklődést. Ferenc József császár elnézte unokafivérének különcségét, és engedélyezte utazásait.
Az 1860-as évek elején az ifjú főherceg megismerkedett Matild Mária főhercegnővel, Albert főherceg tábornagy legkisebb leányával. Egymásba szerettek, de nem jegyezhették el egymást, mert a Habsburg-család dinasztikus terve a leányt Savoyai Umbertó olasz trónörökös hercegnek, II. Viktor Emánuel olasz király fiának szánta. 1867. június 6-án Mária Matild a badeni Weilburg kastélyban tragikus baleset áldozata lett: egy égő cigarettától lángra lobbant a ruhája, a 18 éves leány belehalt súlyos égési sérüléseibe. Az alig 20 éves Lajos Szalvátort megviselte a szeretett személy elvesztése, hosszú hajóútjain keresett vigasztalást.

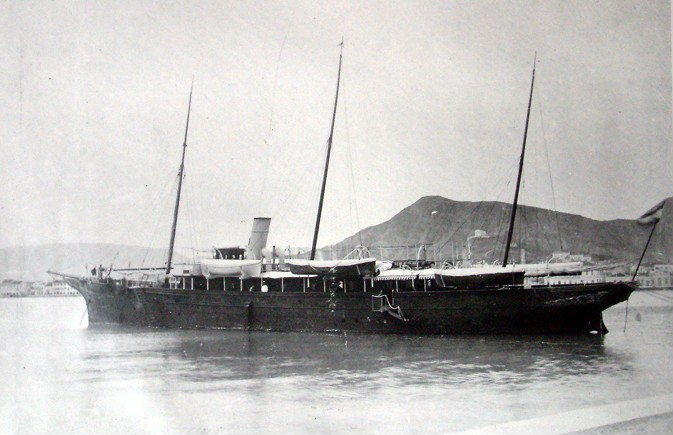
Lajos Szalvátor főherceg jachtja, a Nixe II

### Élete Mallorcán
1867-ben indult első önálló útjára a Baleár-szigetekre, Ludwig Neudorf gróf álnéven. 1867 nyarán Ibiza felől érkezett Mallorca partjaihoz. Természeti és kulturális adatgyűjtésbe fogott, hozzákezdett a Baleár-szigetek élővilágának feltérképezésébe. 1869-ben, 22 éves korában megírt és kiadott egy rovarokról szóló könyvet.
Mallorca természeti környezete annyira elbűvölte, hogy három évvel később, 1870-ben Valldemossa és Deià helységek között földterületet vásárolt a parton, és ideköltözött. Megszerezte a hosszújáratú kapitányi pátenst (jogosítványt), és megvásárolta a Nixe nevű jachtot, amely utazásai során támaszpontjául és otthonául szolgált. Az elkövetkező 30 évben a főherceg fokozatosan felvásárolta a szomszédos 16 km hosszú és mintegy 10 km mélységű partszakaszt Mallorcán, ezen a területen megtiltotta az építkezést, a fák kivágását és mindenfajta vadászatot. A természetes vadvilágot sértetlenül kívánta megőrizni és szemlélni. A Son Marroig birtokon kívül még két nagyobb terület volt tulajdonában, a Son Moraques és a Son Miramar. Saját lakóhelye a saját tervezésű S’Estaca villa volt, Deià község közelében (ma múzeum), itt szőlőültetvényeket és borgazdaságot is üzemeltetett. A partszakaszt felkereső korabeli turisták számára a főherceg felépíttette a Hospederia Ca Madó Pilla nevű fogadót, ahol az utazók három napig ingyenes szállást kaphattak. Emellett 12 km hosszú úthálózatot töretett a Sierra del Teix hegységben. A mai napig fenntartott és gondozott út legszebb pontja a Miradores, itt a főherceg kilátó- és pihenőhelyet rendezett be, ahol a látogatói gyönyörködhettek a tengerpart és a lenyugvó nap szépségében.
A nagy szerelmét 1867-ben tragikusan elveszített főherceg sohasem házasodott meg. Számos szerelmi ügye vált ismertté, igencsak kedvelte a mallorcai széplányokat, (némely pletykák szerint a másik nem iránt is érdeklődött). Számos törvénytelen gyermeket nemzett, akiknek jólétéről tisztességesen gondoskodott. Szeretői közül kimagaslik Catalina Homar, egy asztalosmester leánya, akit a főherceg jóvoltából iskolákba járhatott, nyelveket tanulhatott. Catalina Homar a főherceg élettársává vált, együtt laktak a S’Estaca udvarházban, a nő lett a főhercegi borgazdaságok jószágigazgatója. A környező lejtőkön termelt malvázia szőlőből készült borokkal a főherceg és vincellér-asszonya sok díjat elnyert a nemzetközi – köztük amerikai – borversenyeken. Catalina Homar olykor elkísérte a főherceget hajóútjaira. Egy jeruzsálemi látogatás során leprát kapott, és 1905-ben meghalt.

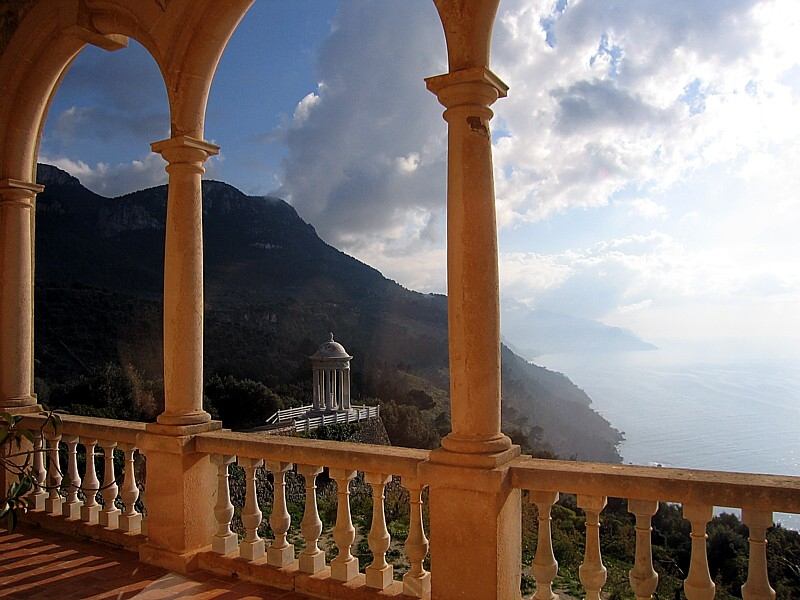
Son Marroig villa, a terasz
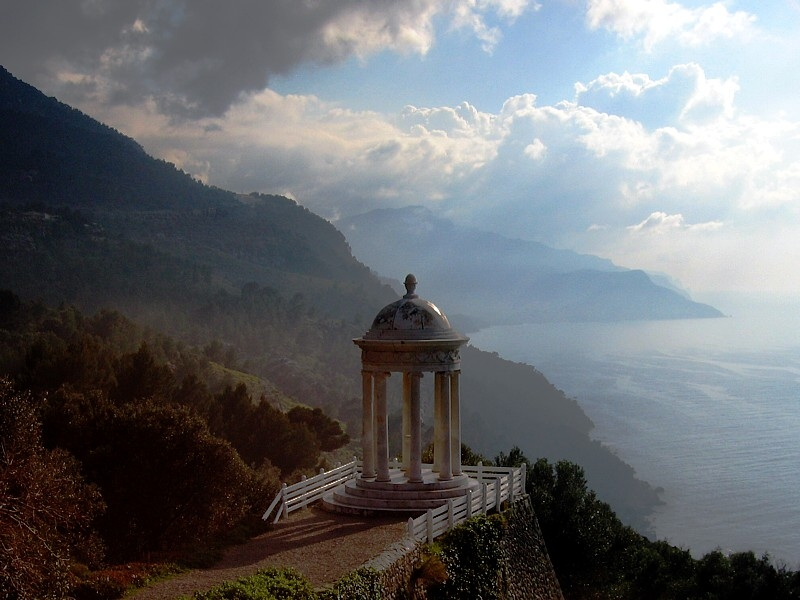
Son Marroig: a kerek templom
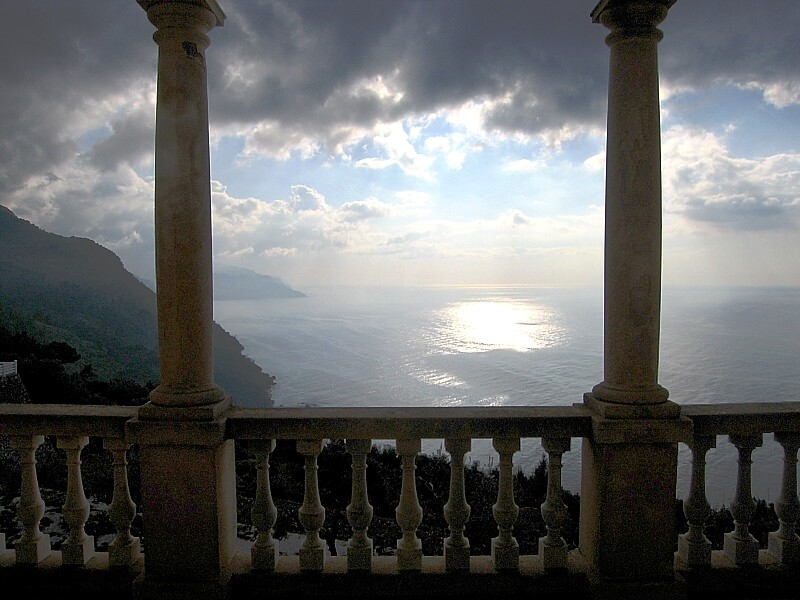
Kilátás a Son Morroig teraszáról
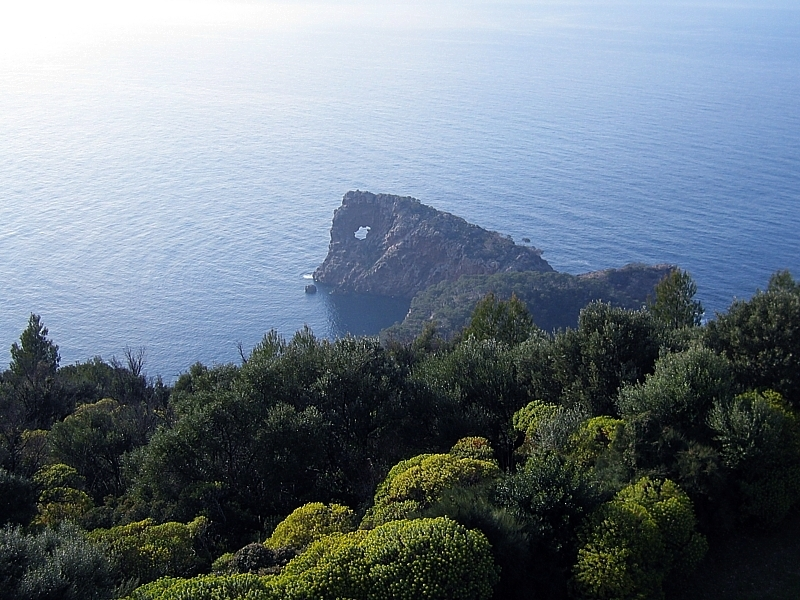
A Punta de Sa Foradada fok, a Son Marroigból nézve

### A természet kutatója és krónikása
Ludwig Salvator igyekezett a művelt olvasóközönség figyelmébe ajánlani az általa felfedezett érintetlen, vagy alig ismert vidékeket, így a Jón-szigeteket (Paxosz, Antipaxosz, Ithaka, Lefkáda és Zákinthosz), a Lipari-szigeteket, a Tirrén-tengeren fekvő Giglio és Ustica szigeteket, a marokkói partok előtt fekvő apró spanyol Alborán szigetet. Különösen sokat írt az akkoriban még alig ismert Mallorca, Menorca, Ibiza és Formentera szigetekről. Már két évvel első partraszállása után, 1869-ben megjelent a „A Baleárok szóban és képekben” („Balearen. In Wort und Bild geschildert”) első kötete, Ferenc Józsefnek ajánlva. Ez a monográfia lett Lajos Szalvátor legnagyobb műve. A következő 22 év során ez hét nagy kötetre bővült, és összesen 6000 oldalnyi anyagot foglalt magába. Az első két kötet aranyérmet nyert az 1878-as párizsi világkiállításon. Részletes leírásokban mutatja be az ottani állat- és növényvilágot, időjárást, történelmet és néprajzot, az építészetet és természeti formációkat. Tárgyalja a lakosság szokásait, viseletét, dalait és költészetét. 1897-ben megjelent a nagy mű két kötetes, „népi” kiadása is. A „Baleárok” a mai napig megbízható forrásmunkának számít.

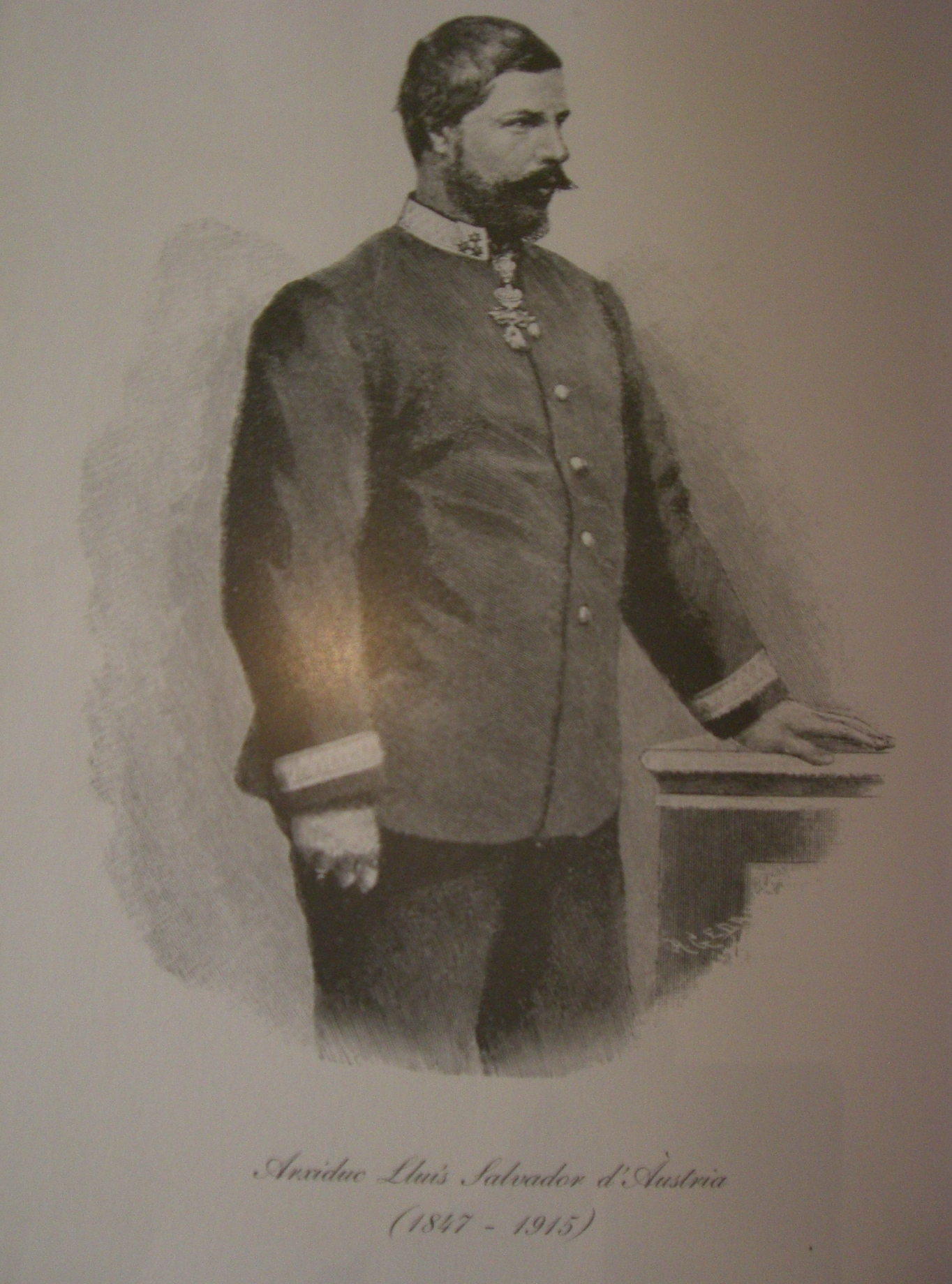
Lajos Szalvátor főherceg (Miquel Cabot rajza)

### A felfedező
A „Nixe” fedélzetén Lajos Szalvátor főherceg három évtizeden át járta a Földközi-tengert. Hajóján a húszfős legénységen és a vendégeken kívül egy sor háziállat is utazott, kutyák, macskák, madarak, majmok. Járművét sok kortárs „Noé bárkájának” gúnyolta. A színes társaság nagy feltűnést keltett a kikötőkben. A főherceg különösen szerette a világ eldugott sarkait tudományosan felfedezni, kikutatni. E célból részletes, 100 oldalra rúgó kérdőíveket állított össze („Tabulae Ludovicinae”), ezeket érkezésekor átadta a polgármesternek, tanítónak, orvosnak, bírónak és más, tanult helybéli személyeknek azt kérve, hogy saját szakterületükről minél több adatot gyűjtsenek össze, ezeket aztán a főherceg és munkatársai gondosan kiértékelték.
A főherceg hosszú túrákat is tett a szigetek belsejében titkárával, a mallorcai Don Antoni Vives-szel, helyi kalauzokra támaszkodva. Minden tapasztalatát részletesen leírta, lerajzolta. Tintatartót, írótollat és írópapírt mindig hordott magánál. Feljegyzéseit kéziratokká rendezte, ezeket saját költségén, díszes kötésben kinyomtatta a prágai Mercy könyvkiadónál. Ezekből kevés (max. 500) példány készült. A könyvritkaságokat a főherceg elajándékozta barátainak, munkatársainak, és a munkája iránt érdeklődő személyeknek és intézményeknek. Az útleírásokra szakosodott kiadó, Leo Woerl (1843–1918) jóvoltából néhány példány a könyvkereskedelembe is eljutott. Lajos Szalvátor tudományos műveivel nevet szerzett magának, több akadémia és tudományos intézmény tiszteletbeli tagjává fogadta.
Lajos Szalvátor főherceg érdeklődött a világkiállításokon bemutatott műszaki újdonságok iránt. 1881-ben elhajózott Ausztráliába is, hogy megtekintse a Melbourne-i világkiállítást. Megrögzött pacifistaként meg volt győződve arról, hogy a nagy nemzetközi rendezvények a világbéke ügyét szolgálják. 1911-ben, csupán 3 évvel az első világháború kitörése előtt megjelent „Világkiállításokról” („Einiges über Weltausstellungen”) c. kis könyvében ezt írta: „Ha úgy ismerünk meg egy népet, hogy ott élünk annak földjén, számos előítéletünk és előre megfogalmazott véleményünk szertefoszlik. Állítom, ha a világ népei jobban ismernék egymást, nem válnának egymás ellenségeivé.” Ugyanitt új gondolatokat is megfogalmazott a kiállítóhelyek gyakorlati kérdéseiről, így a fogyatékosok számára alkalmas infrastruktúráról („Rollstuhleignung”) is.
A főherceg jó barátságban állt Jules Verne-nel, aki a bohém Lajos Szalvátor mallorcai kalandozásai alapján mintázta meg romantikus regényhősének, Sándor Mátyásnak (Antekirtt doktornak) alakját.

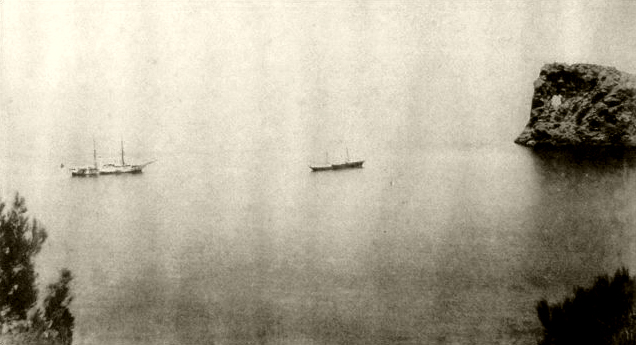
Lajos Szalvátor főherceg hajója, a Nixe és Erzsébet császárné hajója, a Miramar, a Sa Foradada sziklák előtt.

### Barátsága Erzsébet császárnéval
Lajos Szalvátor főherceg szoros barátságban állt a nála 10 évvel idősebb Erzsébet császárnéval és királynéval, aki nagyra becsülte a különc főherceg kutatómunkáját, vonzotta annak életvidámsága, és egzotikus környezete. A császárné, Miramar nevű jachtjának fedélzetén kétszer is Mallorcára hajózott, hogy meglátogassa bohém unokafivérét. 1892 karácsonyát Lajos Szalvátor vendégeként Mallorcán töltötte. Szentestén itt ünnepelték Erzsébet császárné 55. születésnapját. A császárné távolléte megütközést keltett a bécsi udvarban, Ferenc József császár morózus táviratot küldött feleségének: „Remélem, a kövér Luigi gondoskodik mindenről, hogy jól érezd magad”.

### Históriák a különc királyfiról
Mallorcán a mai napig számos történet és legenda forog közszájon a jó emlékezetű „Archiduque”-ról, a Baleárok koronázatlan királyáról. Lajos Szalvátor főherceg összetéveszthetetlen jelenség volt. Kedvelte az egyszerű emberek társaságát. Úgy tartotta: „Ezektől gyakran többet tanulhatunk, mint némely tanult embertől”. Feltűnően hanyagul öltözködött, külső megjelenésére nem különösebben ügyelt. Gyűrött öltönyt, vagy egyszerű tengerészruhát hordott, kézelőit madzaggal kötötte össze. Akik nem ismerték, gyakran disznópásztornak, matróznak vagy egyszerű parasztembernek vélték, a főherceget ez igencsak szórakoztatta. Egyszer egy helybéli gazdálkodónak segített kihúzni sárba ragadt szekerét, ezért borravalót kapott. „Ez a pénz, amit magam kerestem”, mesélte később büszkén. A bécsi császári udvarban nem vették őt komolyan, afféle nagyeszű különcnek, és megrögzött kommunistának tartották. Kopott egyenruhája miatt gonosz élcek céltáblája volt, de a csúfolódásokra a főherceg is elmés riposztokkal válaszolt.
1876 késő nyarán a Isztriai-félszigeten fekvő Zindisben (ma: Muggia város része, Trieszttel szemben) megvásárolt egy vidéki házat a hozzátartozó földbirtokkal együtt. Ez lett állandó nyári lakóhelye egészen 1914-ig, amikor az első világháború fejleményei miatt unokafivére, Ferenc József császár tanácsára végleg elhagyta Zindist.
1895-ben a közép-csehországi Přerov nad Labemben megalapította Közép- és Kelet-Európa első szabadtéri múzeumát.

### Halála
1914-ben, az első világháború kitörésekor a császár utasítására haza kellett térnie Mallorcáról Ausztriába. A Prága közelében fekvő brandeisi kastélyába költözött. Ekkor már halálos beteg volt. Az első háborús évben befejezte és kiadta utolsó művét, „A gyengédség kifejezése és becéző szavak a friuli nyelvben” címmel.
Lajos Szalvátor főherceg 68 évesen, 1915. október 12-én hunyt el brandeisi kastélyában. Bár végakaratában azt kérte, a Son Miramar birtokon temessék el, „ahol sírom a nap aranyló sugaraiban fürdik”,, a háborús években ez lehetetlennek bizonyult. A „fejedelmi nemzetségből való Diogenész”, ahogy őt Unamuno spanyol költő elnevezte, a Habsburg-család hagyományos temetkezőhelyén, a bécsi kapucinusok templomának sötét kriptájában (Kapuzinergruft) kapott helyet.

## Emléke
- Lajos Szalvátor főherceg egykori mallorcai ingatlanainak többsége ma (2008-ban) Michael Douglas amerikai színész tulajdona, a sztár lakóhelye a mór stílusú S’Estaca villa, amit a főherceg egy régi udvarházból alakított ki. Douglas a főherceg emlékének nagy tisztelője. Valldemossában berendezte a „Costa Nord” információs központot.
- Lajos Szalvátor másik lakóháza, a S'Arxiduc villa (Deià község mellett) ma múzeum.
- A valldemossai karthauzi kolostor ma múzeum, benne Lajos Szalvátor főherceg emlékszobájával.
- A csehországi Přerov nad Labemben általa alapított szabadtéri múzeum ma is működik.

## Művei (válogatás)
- Der Djebel Esdnum (1873)
- Levkosia, die Hauptstadt von Cypern, 1873
- Eine Jachtreise in die Syrten, Prága, 1874
- Eine Spazierfahrt im Golf von Korinth,  Prága, 1876
- Los Angeles in Südkalifornien, 2. Aufl., Würzburg, 1885
- Die Karawanenstraße von Ägypten nach Syrien, Würzburg, 1878
- Die Balearen. Geschildert in Wort und Bild
  - teljes 7 kötetes sorozat, Brockhaus Leipzig 1869–91, több különlenyomattal
  - 2 kötetes spanyol nyelvű kiadás: Las Baleares, 1887
  - Német nyelvű „népi kiadás”: „Die Balearen. Geschildert in Wort und Bild, Leo Woerl, Würzburg–Leipzig, 1897
  - Online kiadása:
- Um die Welt, ohne zu wollen, 4. kiadás, Würzburg, 1886

## További irodalom
- Helga Schwendinger:Erzherzog Ludwig Salvator, der Wissenschaftler aus dem Kaiserhaus, Amalthea, Wien–München, 1991.
- Horst Joseph Kleinmann:Erzherzog Ludwig Salvator. Mallorcas ungekrönter König, Styria, Graz–Wien–Köln, 1991.
- Leo Woerl: Erzerzog Ludwig Salvator aus dem österreichische Kaiserhause als Forscher des Mittelmeeres…, Leipzig, 1899.
- Ute Hammer – Oliver Toniner – Frank Schauhoff: Majorca: Culture and Life, Konemann Publishing.
- [halott link] Idevágó művek listája a Német Nemzeti Könyvtár (Deutsche Nationalbibliothek) katalógusából.